# CRIMSON (中森明菜のアルバム)
『CRIMSON』（クリムゾン）は、日本の歌手中森明菜の10枚目のスタジオ・アルバム。このアルバムは1986年12月24日にワーナー・パイオニアよりリリースされた (LP: L-12650, CT: LKF-8150, CD: 32XL-190)。

## 背景
『CRIMSON』は、中森にとって前作『不思議』に続く1986年発表の2枚目となるスタジオ・アルバムで、前作からおよそ4か月振りとなる同年12月24日にLP (L-12650) とコンパクトカセット (LKF-8150) とCD (32XL-190) の3形態で同時発売された通算10枚目にあたるスタジオ・アルバムである。本作も『不思議』と同様にシングル楽曲は収録していない。このアルバムタイトルのCRIMSONとは「深紅の」という意味を表し、オリコンは「それはサンセットの焼けた海と空の色、それはしっとり濡れた口唇の色、アフター・ファイブのドレスの色。」とタイトルイメージを解説している。
このアルバムでは、小林明子と竹内まりやからそれぞれ5曲提供を受けた。これは女性作家陣による女性的な温かみや、優美さをテーマにしたいとのコンセプトにより、小林と竹内に楽曲提供を依頼したものであった。ディレクターの藤倉克己は本作について、「20歳すぎの女性が誰でも経験しそうな物語という事を意識しています。」と説明し、ニューヨークあるいは日本では例えるならば東急東横線の地域で暮らすオフィスレディをイメージしていると述べた。
このアルバムのレコーディングは、1986年7月より開始された。このアルバムに収録されている楽曲のうち、10曲目として配置された「ミック・ジャガーに微笑みを」を除き、全曲で歌唱法を統一している。「ミック・ジャガーに微笑みを」についてディレクターの藤倉は、アルバム全体の中でこの楽曲のみ肌合いの異なるもので、どのようにしてアルバムに取り入れるかを取り組んだ末にSE処理を施し、「明菜が自分の部屋にいるような設定にして、カセットの中から流れてくる曲という設定にしたんです。」と解説している。この部屋のSEは実際に中森の部屋で録音されたものであった。なお、この曲のオリジナルバージョンは、1993年11月10日にリリースされた企画アルバム『AKINA』（CD: WPCL-770〜773）に収録されている。
発売後の翌年の1987年7月11日からは、本作を引っ提げた全国コンサート・ツアー『A HUNDRED days』が開催された。また、本作収録曲は音楽番組でも披露され、1987年2月からマンスリー出演したフジテレビ系音楽番組『夜のヒットスタジオDELUXE』の1987年2月18日のマンスリー3週目で「約束」を、同年4月29日放送の同番組で「OH NO, OH YES!」を、また、同年5月20日放送の同番組で「ミック・ジャガーに微笑みを」を披露した。中森がワーナーを離籍した後も、1993年3月31日に放送された『夜のヒットスタジオ・リターンズスペシャル』で本作収録の「駅」を披露した。この「駅」は、2002年12月発売の中森のセルフカバー・ベスト・アルバム『Akina Nakamori〜歌姫ダブル・ディケイド』にて新録している。
昨今のシティポップ、アナログ盤ブームで本作は再評価されて人気盤となっており、アナログ盤はプレミア価格で取り引きされている。

## 批評
『CDジャーナル』は本作について、女性シンガーとして相当な存在となった中森の安定感と際どさにより、ゆとりを持ってロックやジャズをして織りなされた作風は、気取りのない華やかな「シティ・ポップス」であったと指摘し、肯定的な評価をした。オリコンは、「ミックジャガーに微笑を」を除く全曲の中森の歌唱について、フェミニンなソフトさと表現すべきか、「力を抜いた囁きにも似た歌い方に終始している。」と指摘し、前作『不思議』ではヴォーカルを過度に絞られたミキシングであったが、『CRIMSON』では歌唱は前面に出ているものの、「捉えどころのない浮遊感は前作に引き続き全体に流れている。」と批評した。

## 評価
『CRIMSON』は、オリコン週間LP&TAPESチャートの1987年1月12日付で初登場し最高順位1位を記録し、翌週の1987年1月19日でも1位を獲得した。1987年1月12日付が2週分の合算週であったことにより、通算では3週連続となる1位を獲得した。メディア別では、LP盤が計23週にわたりランクインし、カセット盤が計22週に渡りランクイン、CD盤が計21週に渡ってオリコンチャートの100位以内にランクインしている。1987年度のオリコン年間アルバムチャートでは、3位を記録した。また本作は、1987年12月31日に行われた第29回日本レコード大賞にて優秀アルバム賞を受賞した。

## 収録曲
| #         | タイトル                       | 作詞       | 作曲       | 編曲      | 時間  |
| --------- | ------------------------------ | ---------- | ---------- | --------- | ----- |
| 1.        | 「MIND GAME」                  | 許瑛子     | 小林明子   | 鷺巣詩郎  | 4:59  |
| 2.        | 「駅」                         | 竹内まりや | 竹内まりや | 椎名和夫  | 5:00  |
| 3.        | 「約束」                       | 竹内まりや | 竹内まりや | 椎名和夫  | 4:05  |
| 4.        | 「ピンク・シャンパン」         | 三浦徳子   | 小林明子   | 鷺巣詩郎  | 4:03  |
| 5.        | 「OH NO, OH YES!」             | 竹内まりや | 竹内まりや | 椎名和夫  | 4:47  |
| 6.        | 「エキゾティカ」               | 湯川れい子 | 小林明子   | 鷺巣詩郎  | 4:49  |
| 7.        | 「モザイクの城」               | FUMIKO     | 小林明子   | 鷺巣詩郎  | 3:58  |
| 8.        | 「JEALOUS CANDLE」             | 吉元由美   | 小林明子   | 鷺巣詩郎  | 3:52  |
| 9.        | 「赤のエナメル」               | 竹内まりや | 竹内まりや | 椎名和夫  | 4:23  |
| 10.       | 「ミック・ジャガーに微笑みを」 | 竹内まりや | 竹内まりや | 椎名和夫  | 4:40  |
| 合計時間: | 合計時間:                      | 合計時間:  | 合計時間:  | 合計時間: | 44:36 |

## クレジット
『CRIMSON』のライナー・ノーツより
- 撮影: 渡辺達生、塚田和徳
- MARIYA TAKEUCHI and KAZUHITO MURATA appears by the courtesy of MOON RECORDS
- SPECIAL THANKS TO COMME CA DU MODE (KIYOKO TAKASE)

## リリース履歴
| 発売日         | レーベル                       | 規格                       | 品番         | 備考                                                 |
| -------------- | ------------------------------ | -------------------------- | ------------ | ---------------------------------------------------- |
| 1986年12月24日 | ワーナー・パイオニア           | LP                         | L-12650      |                                                      |
| 1986年12月24日 | ワーナー・パイオニア           | CT                         | LKF-8150     |                                                      |
| 1986年12月24日 | ワーナー・パイオニア           | CD                         | 32XL-190     |                                                      |
| 1991年7月17日  | ワーナーミュージック・ジャパン | CD                         | WPCL-421     | 廉価盤、紙帯                                         |
| 1996年4月25日  | ワーナーミュージック・ジャパン | CD                         | WPC6-8191    | 音泉1500シリーズ、Q盤                                |
| 2006年6月21日  | ワーナーミュージック・ジャパン | CD、デジタル・ダウンロード | WPCL-10287   | 紙ジャケット仕様完全生産限定盤                       |
| 2006年7月26日  | ワーナーミュージック・ジャパン | デジタル・ダウンロード     | N/A          | [ 18 ]                                               |
| 2012年8月22日  | ワーナーミュージック・ジャパン | SACD/CDハイブリッド        | WPCL-11145   | 紙ジャケット仕様完全生産限定盤                       |
| 2014年1月29日  | ワーナーミュージック・ジャパン | CD                         | WPCL-11731   | 廉価盤、赤帯                                         |
| 2018年7月4日   | ワーナーミュージック・ジャパン | LP                         | WPJL-10094   | 高音質180g重量盤、初回生産限定                       |
| 2023年5月1日   | ワーナーミュージック・ジャパン | CD                         | WPCL-13476/7 | オリジナル・カラオケ付 2023ラッカーマスターサウンド  |
| 2023年8月5日   | ワーナーミュージック・ジャパン | LP                         | WPJL-10186   | LPカラー盤(白)                                       |
| 2023年8月5日   | ワーナーミュージック・ジャパン | LP                         | WPJL-10187/8 | 高音質45回転2LPカラー盤(赤＆青) ボーナス・トラック付 |
| 2024年9月4日   | ワーナーミュージック・ジャパン | LP                         | WPJL-10228   | 完全生産限定盤 クリア・カラー・ヴァイナル仕様        |

## 竹内まりやのセルフカバー
本作に楽曲提供した竹内まりやは、「駅」「OH NO, OH YES!」をセルフカバーし、共に1987年のアルバム『REQUEST』に収録している。また、前者は同年に「AFTER YEARS」とのカップリングでシングルカットしており、後者は翌1988年のシングル「元気を出して」（これもセルフカバー）のB面に収録している。
「約束」のセルフカバーは、1994年にシングル「純愛ラプソディ」のカップリングとして収録された。後に『Denim』の初回限定盤と、ベスト・アルバム『Turntable』にも収録された。
なお、アルバム『Mariya's Songbook』の初回限定盤に、「ミック・ジャガーに微笑みを」の竹内によるデモ音源が収録されている。また、アルバム『VARIETY -30th Anniversary Edition-』のボーナストラックに「赤のエナメル」の竹内自身によるリズム隊と仮歌のみのテイクが収録されている。
これにより、提供全曲は、竹内まりやの作品内ですべてセルフカヴァー（一部オリジナル）で聴くことができる。

## 参照
1. 1 2 3 4 5 6 7 8 9  『オリコン・ウィークリー』第8巻第51号、オリジナルコンフィデンス、1986年12月22日、31頁、通巻377号。
2. 1 2  “iTunes - ミュージック - 中森明菜「Crimson」”.  Apple. 2012年12月9日閲覧。
3. 1 2 3 4 5  『ALBUM CHART-BOOK COMPLETE EDITION 1970 〜 2005』オリコン・マーケティング・プロモーション、2006年4月25日、3、455-457、883頁頁。ISBN 4871310779。
4. 1 2  オリコンランキング情報サービス「you大樹」
5. 1 2  “第29回日本レコード大賞”.  日本作曲家協会. 2008年1月27日時点のオリジナルよりアーカイブ。2011年4月8日閲覧。
6. 1 2  『AKINA』（4×2cmCD）中森明菜、ワーナーミュージック・ジャパン、1993年11月10日。WPCL-770〜3。
7. 1 2  馬飼野元宏『Hotwax presents 歌謡曲 名曲名盤ガイド 1980's』シンコーミュージック・エンタテイメント、2006年7月20日、69、220-222頁頁。ISBN 440175106X。
8. 1 2 3 4 5 6  『CRIMSON』（LP）中森明菜、ワーナー・パイオニア、1986年12月24日。L-12650。
9. ↑  『不思議』（LP）中森明菜、ワーナー・パイオニア、1986年8月11日。L-12595。
10. 1 2 3  “中森明菜 / クリムゾン [再発] [CD] [アルバム] - CDJournal.com”.   音楽出版社. 2011年4月8日閲覧。
11. 1 2  “CRIMSON | 中森明菜 | ワーナーミュージック・ジャパン - Warner Music Japan”.  ワーナーミュージック・ジャパン. 2011年7月30日閲覧。
12. ↑  （1987年） 中森明菜『A HUNDRED days』のツアー・パンフレット. ケン企画
13. 1 2  『中森明菜 IN 夜のヒットスタジオ』（6DVD）中森明菜、ユニバーサルミュージック、2010年12月22日、2-3頁。POBD-22017/22。
14. ↑  「ぴいぷる 今週の赤まる急上昇中森明菜」『ザテレビジョン』第12巻第22号、角川書店、1993年6月、129頁。
15. ↑  『Akina Nakamori〜歌姫ダブル・ディケイド』（12cmCD）中森明菜、ユニバーサルJ、2002年12月4日。UMCK-1139。
16. ↑  “中森明菜 / Akina Nakamori〜歌姫ダブル・ディケイド [CD] [アルバム] - CDJournal.com”.   音楽出版社. 2012年3月14日閲覧。
17. ↑  “中森明菜-リリース-ORICON STYLE ミュージック”.  オリコン. 2012年3月14日閲覧。
18. ↑  “音楽ダウンロード・音楽配信サイト　mora 〜“WALKMAN”公式ミュージックストア〜”.  レーベルゲート. 2012年12月9日閲覧。
19. ↑  “中森明菜 / CRIMSON [SA-CDハイブリッドCD] [紙ジャケット仕様] [限定] [CD] [アルバム] - CDJournal.com”.   音楽出版社. 2012年7月25日閲覧。
20. ↑  “竹内まりや Official Web Site : Singles”. 駅.  スマイルカンパニー. 2012年3月14日閲覧。